# Comuna Plužine
Comuna Plužine (în muntenegreană Opština Plužine) este o diviziune administrativă de ordinul întâi din Muntenegru. Reședința sa este orașul Plužine.